# Herbert Kelle
Herbert Kelle (* 14. Februar 1930 in Halberstadt; † 29. Mai 2012 in Berlin) war ein deutscher Politiker der Sozialistischen Einheitspartei Deutschlands (SED) in der Deutschen Demokratischen Republik (DDR). Er war von 1974 bis 1990 Leiter des Sekretariats der Volkskammer.

## Leben
Kelle, Sohn eines Schmieds, erlernte nach der Volksschule den Beruf des Vermessungstechnikers, in dem er bis 1949 tätig war. 1945 trat er in den Freien Deutschen Gewerkschaftsbund (FDGB) ein, deren Kreisjugendsekretär er 1947/48 war. 1946 trat er in die Freie Deutsche Jugend (FDJ) und 1948 in die SED ein.
1949 wurde Kelle als Sekretär des Kreisvorstandes der FDJ hauptamtlicher Funktionär. Von 1950 bis 1952 war er Mitglied der Stadtverordnetenversammlung und zeitweise Stadtrat und amtierender Oberbürgermeister von Halberstadt in Sachsen-Anhalt. 1953 ging er nach Köthen und war dort bis 1958 Kreistagsabgeordneter und Mitglied es Rats des Kreises.
Von 1958 bis 1960 studierte Kelle an der Akademie für Staats- und Rechtswissenschaft in Potsdam und erreichte das Diplom als Staatswissenschaftler. Danach ging er nach Halle und war bis 1968 Abgeordneter des Bezirkstags Halle und von 1960 bis 1963 Sekretär des Rats des Bezirkes.
1963 ging Kelle nach Ost-Berlin und wurde Abteilungsleiter im Sekretariat des Staatsrats der DDR, zuständig für die Volkskammer. Von 1967 bis 1969 absolvierte er zusätzlich ein Fernstudium der Organisationswissenschaft und Kybernetik an der Humboldt-Universität Berlin.
1974 wurde Kelle, als Nachfolger Josef Stadlers, Leiter des Sekretariats der Volkskammer und blieb dies bis März 1990. Nach der Wende, der friedlichen Revolution und den einzigen freien Wahlen in der DDR wurde das Sekretariat der Volkskammer umstrukturiert und Kelle war bis zu seinem Vorruhestand im September 1990 Direktor der Volkskammer.
Von 1974 bis 1990 war Kelle Mitglied, zeitweise Exekutivmitglied, der Vereinigung der Generalsekretäre der Parlamente der Welt (ASGP) bei der Interparlamentarischen Union.
Nach der Wiedervereinigung Deutschlands blieb Kelle Mitglied der SED-Nachfolgepartei Partei des demokratischen Sozialismus (PDS). Er engagierte sich in verschiedenen Vereinen und Organisationen ehemaliger DDR-Eliten, denen von Wissenschaftlern, Politikern und Kommentatoren Geschichtsklitterung und Verherrlichung der DDR vorgeworfen wird. So war er Mitglied im „Alternativen Geschichtsforum“, dem „Solidaritätskomitee für die Opfer der politischen Verfolgung in Deutschland“ und der „Gesellschaft zur rechtlichen und humanitären Unterstützung (GRH)“.

## Schriften (Auswahl)
- Volkskammer der Deutschen Demokratischen Republik, Verlag Zeit im Bild, Dresden 1987.
- Die Volkskammer – wie sie arbeitet, Staatsverlag der DDR, Berlin 1989 (Mitautor).